# Efterladt
Efterladt er en dansk kortfilm fra 2001, der er instrueret af Tilde Harkamp efter eget manuskript.

## Handling
Et kærlighedsdrama om den umulige kærlighed mellem et søskendepar.